# Clifton Powell
Clifton Powell (Washington D. C., 16 de marzo de 1956) es un actor y comediante estadounidense.

## Biografía

### Carrera en el cine
Es más conocido por su papel de Pinky en la película Next Friday (2000) y su secuela Friday After Next (2002). Powell también protagonizó la película Chain Letter.

### Actor de voz
Es también conocido por proporcionar la voz del personaje Big Smoke en el videojuego de acción de 2004, Grand Theft Auto: San Andreas. Powell fue la voz de un preso en el episodio "A Date With the Booty Warrior" de la serie The Boondocks.

## Filmografía
- Colors (no acreditado) (1988)
- House Party (1990)
- Deep Cover (1992)
- 3 Ninjas- Agent Jerry Kurl (1992)
- Menace II Society (1993)
- Dead Presidents (1995)
- Phantoms (1998)
- Deep Rising (1998)
- Caught Up (1998)
- Why Do Fools Fall in Love (1998)
- Rush Hour (1998)
- Foolish (1999)
- Selma, Lord, Selma (1999)
- Hot Boyz (1999)
- The Breaks (1999)
- Next Friday (2000)
- Lockdown (2000)
- Bones (2000)
- The Brothers (2001)
- Banged Out (2002)
- Friday After Next (2002)
- Civil Brand (2002)
- Play'd: A Hip Hop Story (2002)
- Love Chronicles (2003)
- Never Die Alone (2004)
- Woman Thou Art Loosed (2004)
- Ray (2004)
- Who Made The Potato Salad (2004)
- Choices 2 (2005)
- Golden Empire (2005)
- The Gospel (2005)
- Block party 2006
- Confessions of a Call Girl (2007)
- Norbit (2007)
- First Sunday (2008)
- Street Kings (2008)
- Love for Sale (2008)
- Internet Dating (2009)
- Five K One (2009)
- Before I Self Destruct (2009)
- Preacher's Kid (2009)
- Meet the Parents-Play (2010)
- Just Another Day (2010)
- Something Like a Business (2010)

### Televisión
- Saints & Sinners (2016)